# 웨일스부 장관

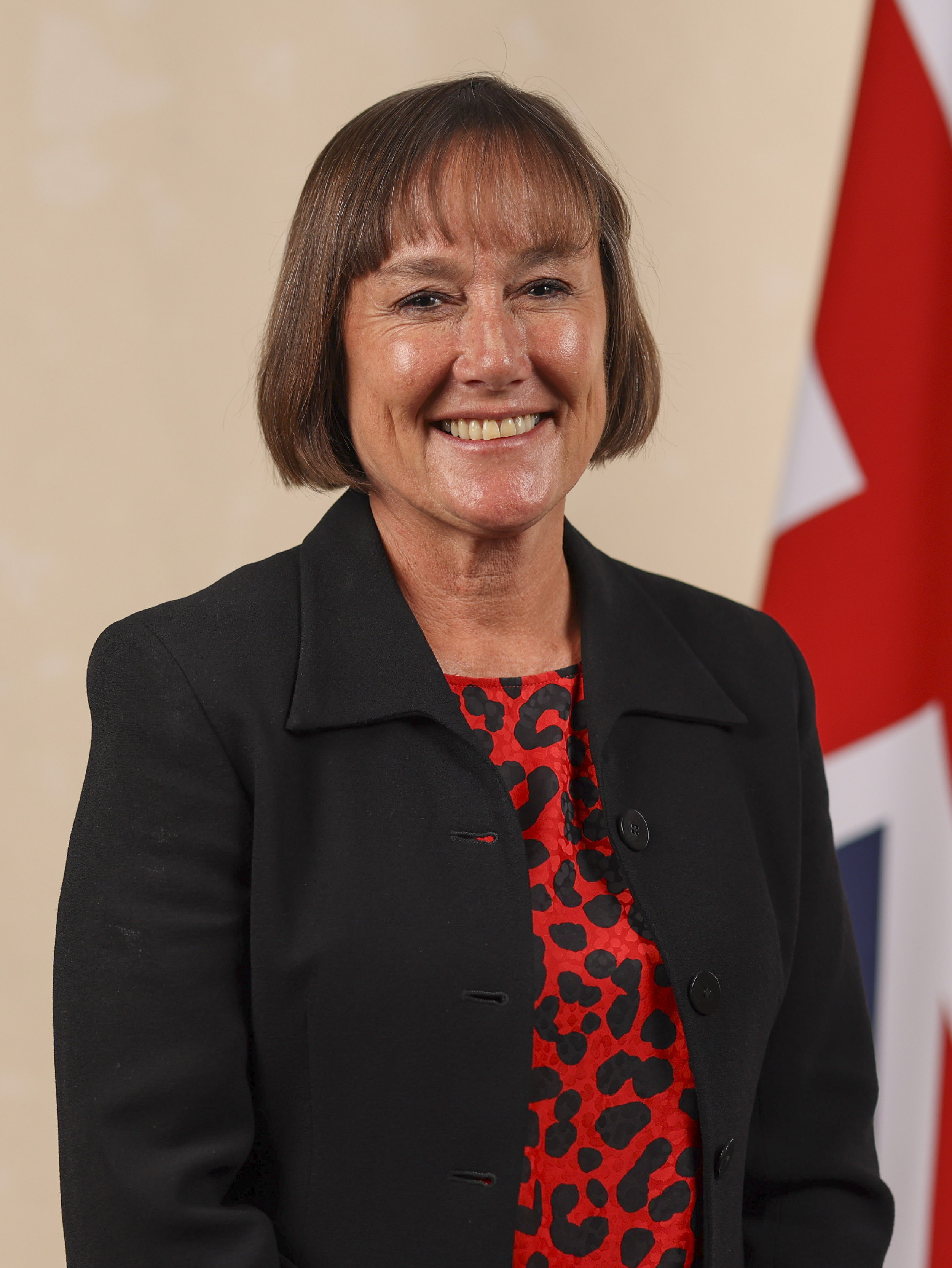
현직 웨일스부 장관 조 스티븐스
(2024년 7월 5일 취임)

웨일스부 장관(영어: Secretary of State for Wales, 웨일스어: ysgrifennydd gwladol Cymru)은 웨일스를 책임지는 국무대신이다. 1951년 직위가 창설되었다.
현임중인 국무대신은 조 스티븐스이며, 2024년부터 재임 중이다.

## 같이 보기
- 북아일랜드부 장관
- 스코틀랜드부 장관